# Kostel Narození svatého Jana Křtitele (Lysá nad Labem)
Kostel Narození sv. Jana Křtitele je farní kostel v Lysé nad Labem na náměstí Bedřicha Hrozného v okrese Nymburk ve Středočeském kraji.
Barokní chrám byl postaven v první polovině 18. století podle návrhu Františka Maxmiliána Kaňky a nahradil tak původní gotický farní kostel stejného zasvěcení, který stál na náměstí východněji a byl zbořen roku 1879. Na dokončení kostela se podílel Anselmo Lurago. Kolem kostela obíhá ohradní zeď osazená sochami světců, církevních otců, evangelistů a archandělů. Architektem ohradní zdi z roku 1741 je Anselmo Lurago. Kostel a ohradní zeď s postavami světců jsou chráněny jakožto nemovité kulturní památky České republiky.

## Sochy na ohradní zdi
Sochy na ohradní zdi kostela Narození sv. Jana Křtitele jsou barokní, z jemnozrnného pískovce.
Církevní otcové
| Název                     | Fotografie | Autor                                                                | Datace     |
| ------------------------- | ---------- | -------------------------------------------------------------------- | ---------- |
| Socha sv. Ambrože         |            | Jan Dlouhý–Lang                                                      |            |
| Socha sv. Jeronýma        |            | Matyáš Bernard Braun                                                 | kolem 1718 |
| Socha sv. Augustina       |            | František Adámek z Benátek podle předlohy od Matyáše Bernarda Brauna | kolem 1741 |
| Socha sv. Řehoře Velikého |            | Matyáš Bernard Braun                                                 | kolem 1735 |

Archandělové
| Název                                     | Fotografie | Autor                         | Datace     |
| ----------------------------------------- | ---------- | ----------------------------- | ---------- |
| Socha archanděla Gabriela                 |            | dílna Matyáše Bernarda Brauna | kolem 1730 |
| Socha archanděla Rafaela (Anděla strážce) |            | František Adámek z Benátek    | 1741       |

Svatí
| Název                            | Fotografie | Autor                      | Datace     |
| -------------------------------- | ---------- | -------------------------- | ---------- |
| Socha sv. Antonína Poustevníka   |            | Jan Brokoff                | kolem 1695 |
| Socha sv. Františka Serafínského |            | Matyáš Bernard Braun       | kolem 1730 |
| Socha sv. Josefa                 |            | František Adámek z Benátek | kolem 1741 |

Evangelisté
| Název             | Fotografie | Autor                      | Datace     |
| ----------------- | ---------- | -------------------------- | ---------- |
| Socha sv. Matouše |            | František Adámek z Benátek | kolem 1741 |
| Socha sv. Marka   |            | František Adámek z Benátek | 1741       |
| Socha sv. Lukáše  |            | František Adámek z Benátek |            |
| Socha sv. Jana    |            | František Adámek z Benátek |            |

## Fotogalerie

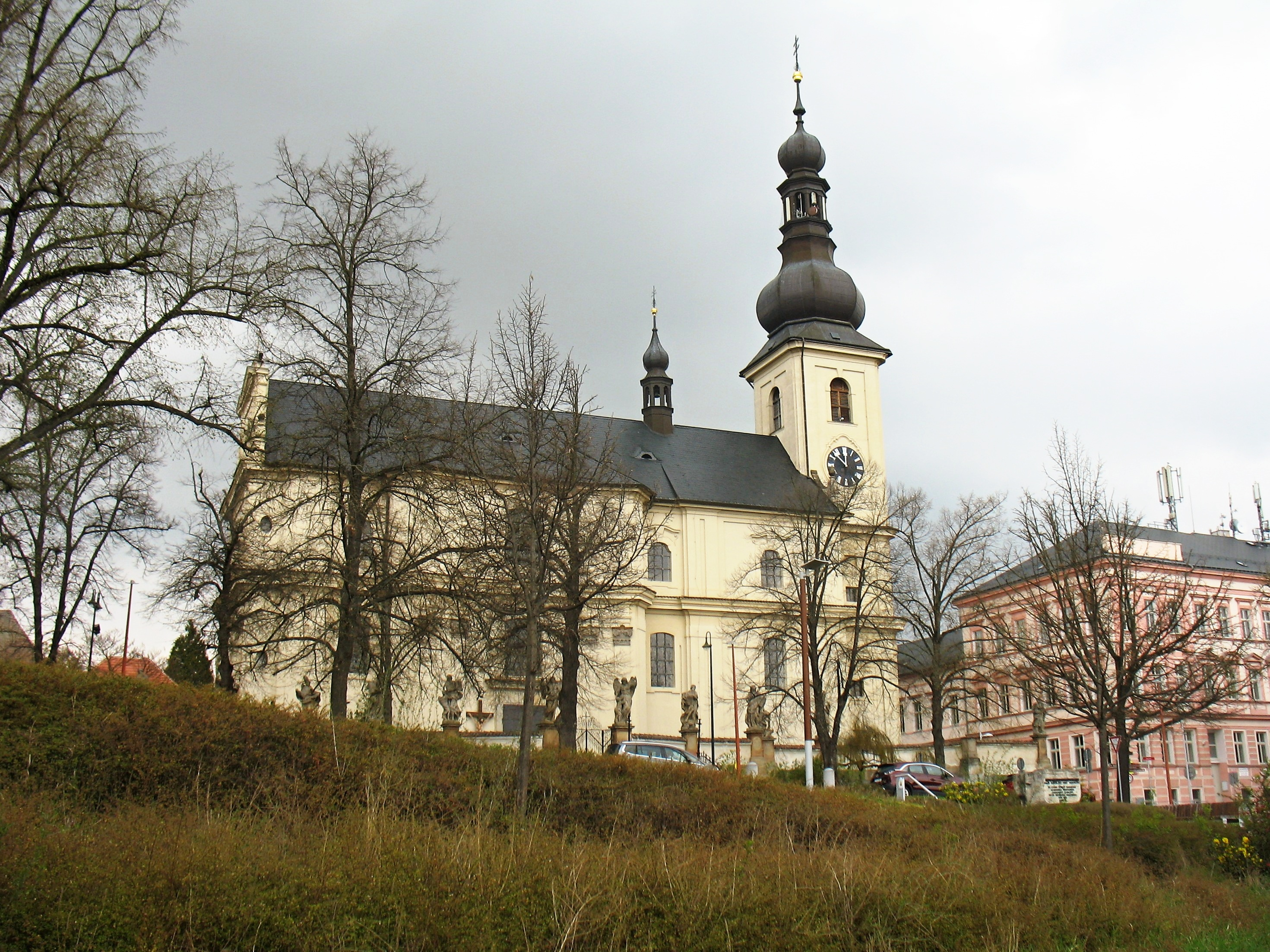
Kostel od jihu
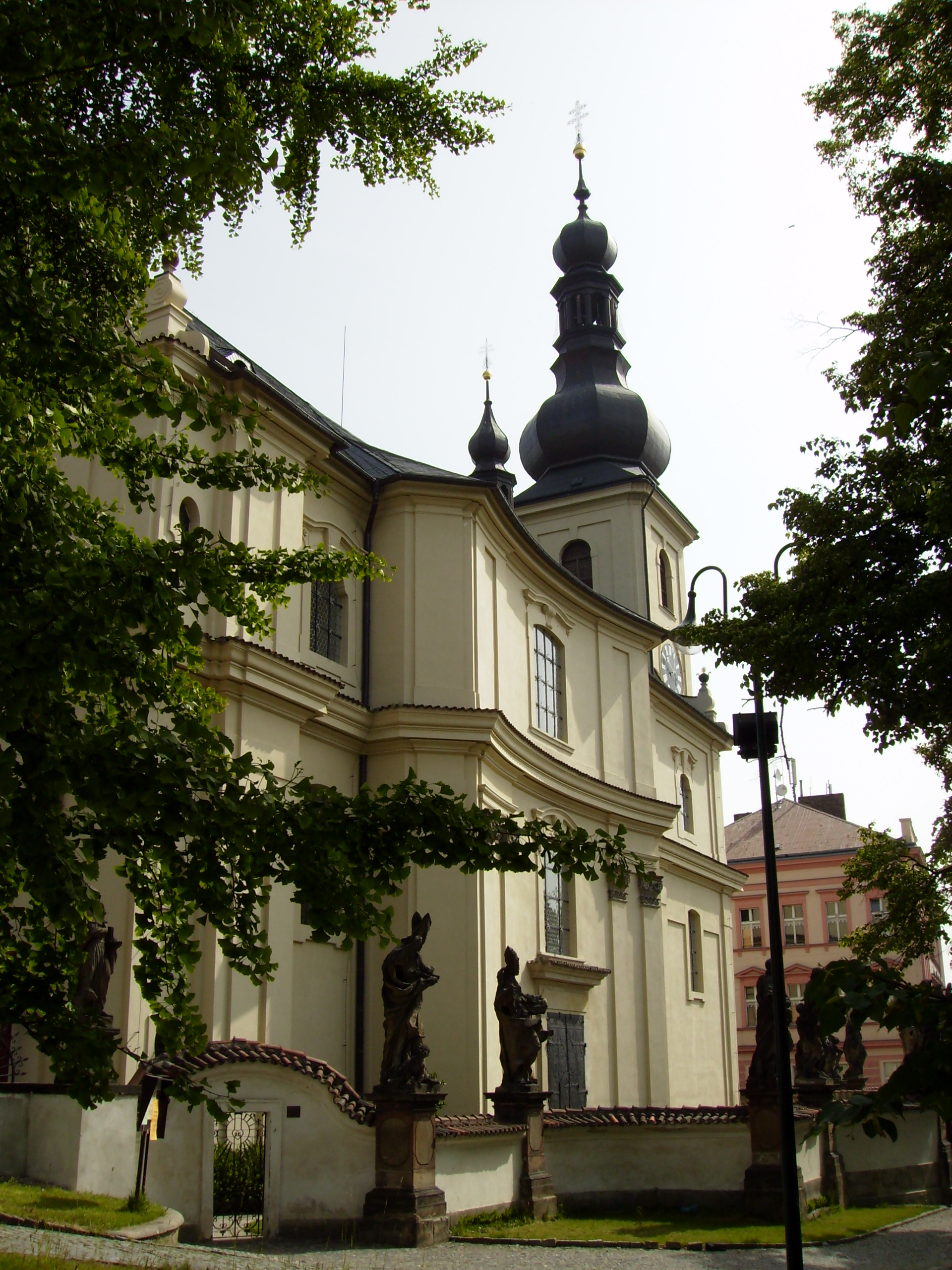
Pohled od západu
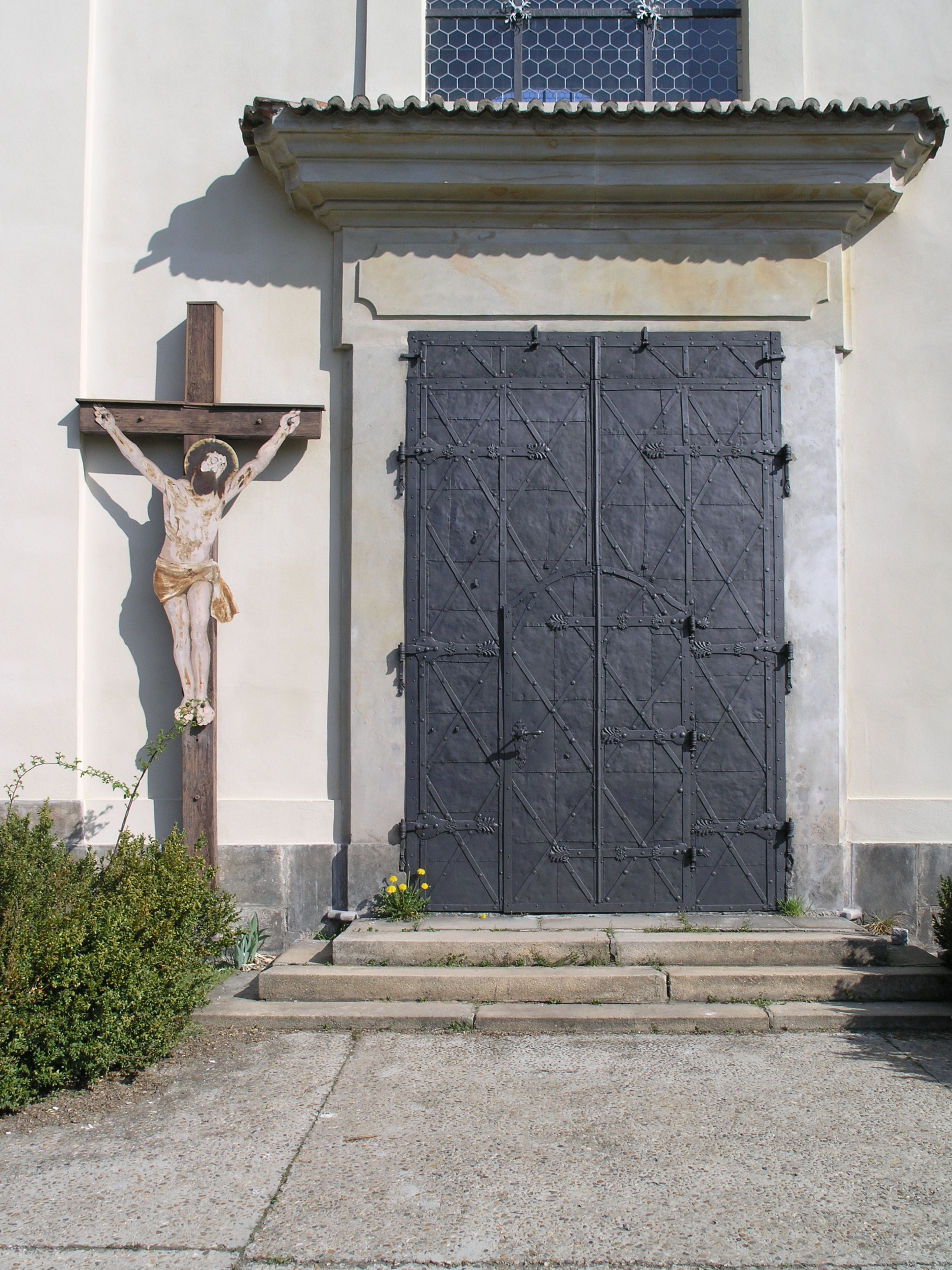
Vstup do kostela
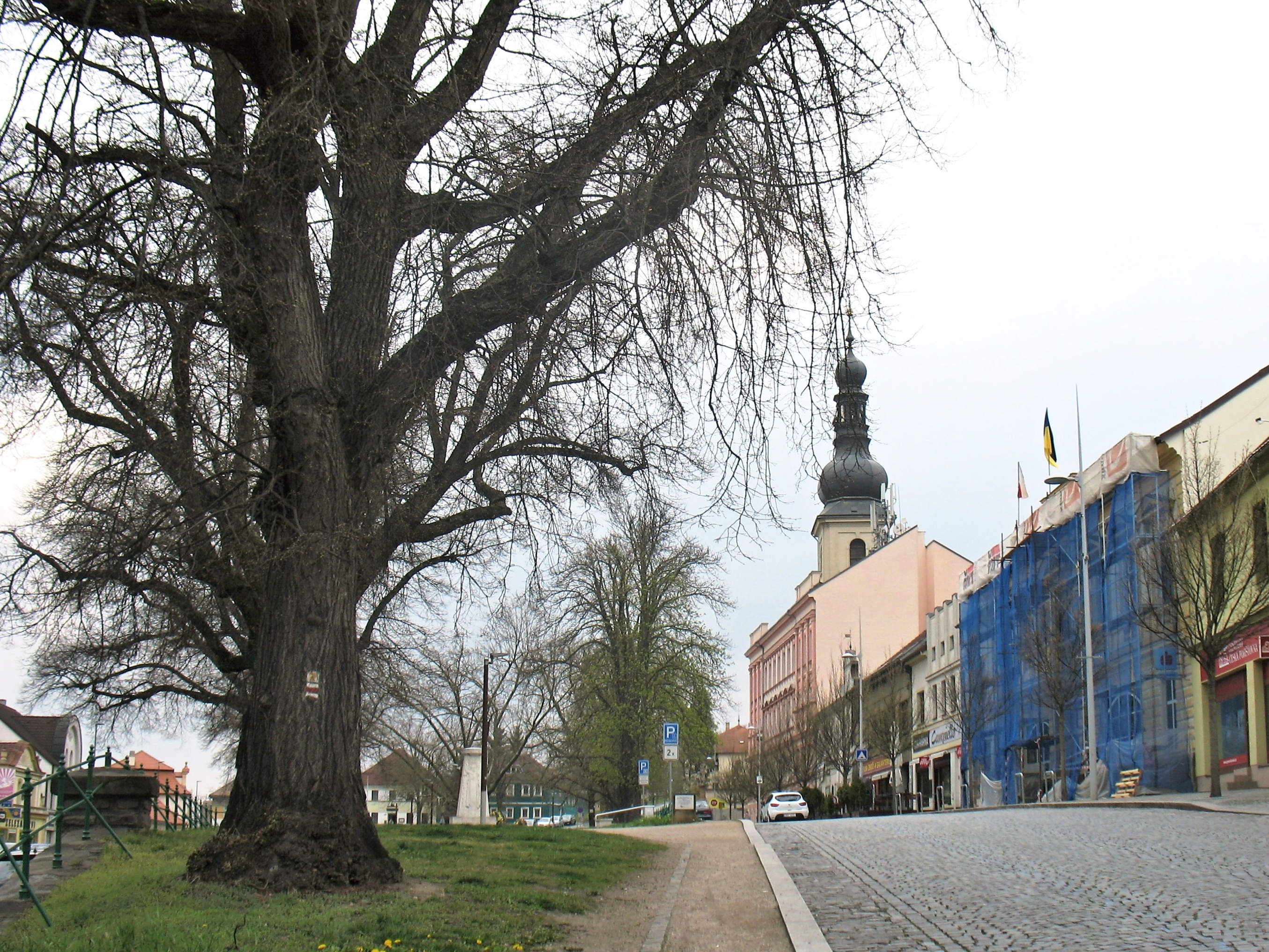
Pohled od východu
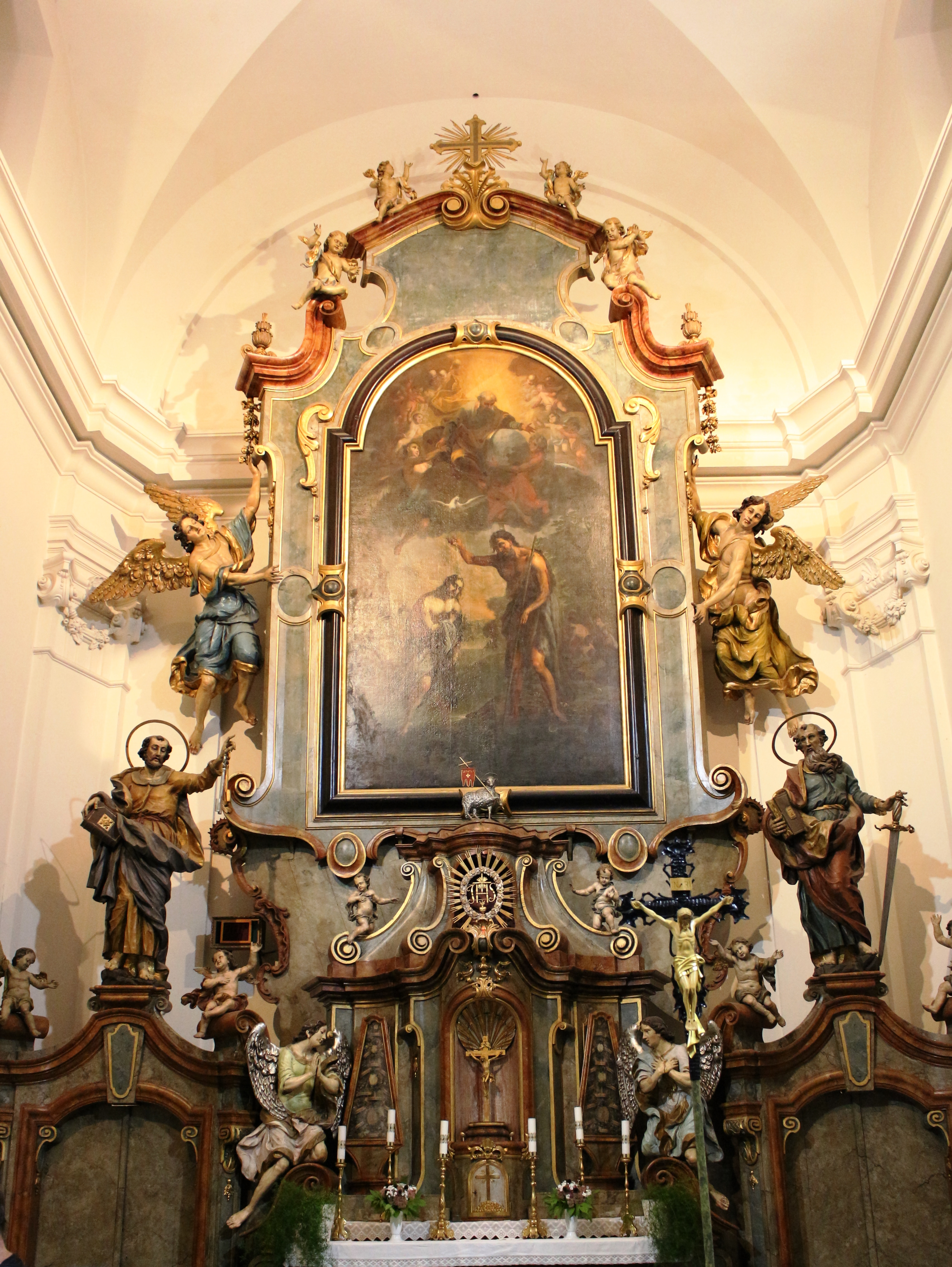
Hlavní oltář